# Poly(A) polymeráza

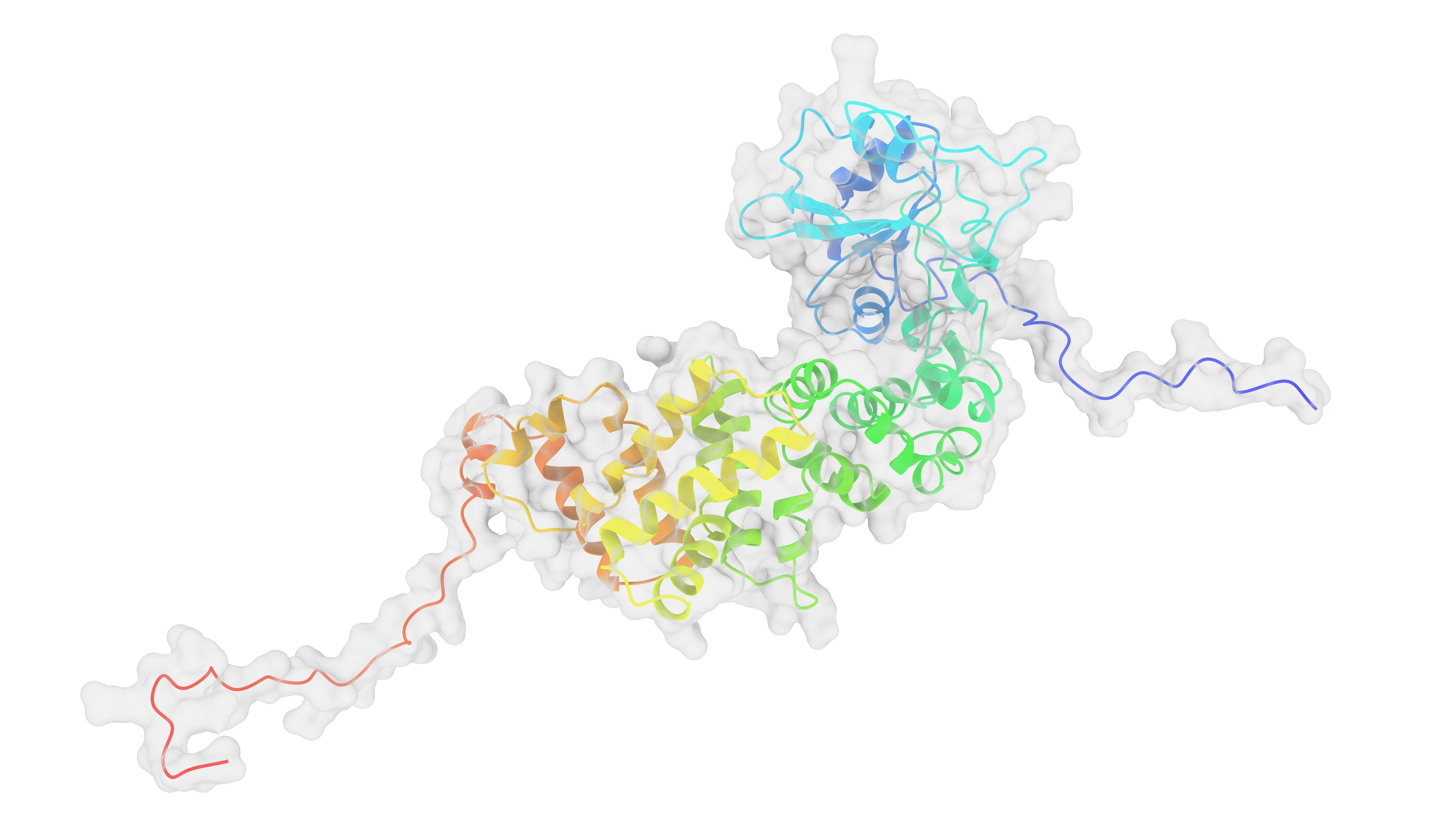

Poly(A) polymeráza (PAP), též polynukleotid adenylyltransferáza, je enzym, který přidává na 3' konec mRNA tzv. poly(A) ocas tvořený dlouhou řadou adeninových nukleotidů. Spotřebovává ATP a při reakci se uvolňuje pyrofosfát. Poly(A) polymeráza je strukturně složena z RNA vazebné části, z katalytické oblasti, C-terminální oblasti bohaté na serin a threonin a dvou jaderných lokalizačních signálů (NLS). PAP je patrně nejznámější ribonukleotidyl transferázou a je přítomna u všech eukaryotických organismů.